# Колодченко, Борис Георгиевич
Борис Георгиевич Колодченко (1918-1943) — лейтенант Рабоче-крестьянской Красной Армии, участник Великой Отечественной войны, Герой Советского Союза (1944).

## Биография
Родился в 1918 году в селе Мироновка (ныне — Первомайский район Харьковской области Украины). Получил неполное среднее образование, после чего работал механизатором. В 1937 году был призван на службу в Рабоче-крестьянскую Красную Армию. Окончил танко-техническое училище. С июня 1941 года — на фронтах Великой Отечественной войны. Принимал участие в боях под Воронежем, Сталинградской и Курской битвах. К октябрю 1943 года техник-лейтенант Борис Колодченко командовал танком «Т-34» 39-го отдельного танкового полка 38-й армии Воронежского фронта. Отличился во время битвы за Днепр.
9 октября 1943 года одним из первых в полку переправился через Днепр в районе села Лютеж Вышгородского района Киевской области Украинской ССР и принял активное участие в боях за удержание и расширение плацдарма на его западном берегу. В тех боях экипаж уничтожил 1 САУ «Фердинанд», 2 танка, 4 артиллерийских орудия, 8 пулемётов, около 20 солдат и офицеров противника. Танк Бориса Колодченко был повреждён, но, исправив поломку, экипаж продолжал вести бой. 20 октября 1943 года в боях к юго-востоку от села Валки (ныне — в черте села Новые Петровцы Вышгородского района Киевской области Украины) экипаж уничтожил 2 артиллерийских орудия, 3 миномёта, 5 пулемётов, около 40 вражеских солдат и офицеров. В тот же день танк Ивана Колодченко был подбит. Командир танка была ранен, но остался в горящем танке, протаранив цепь солдат противника, ценой своей жизни уничтожив их. Похоронен на месте боя.
Указом Президиума Верховного Совета СССР «О присвоении звания Героя Советского Союза генералам, офицерскому, сержантскому и рядовому составу Красной Армии» от 10 января 1944 года за «образцовое выполнение боевых заданий командования на фронте борьбы с немецко-фашистскими захватчиками и проявленные при этом отвагу и геройство» был посмертно удостоен высокого звания Героя Советского Союза. Также был награждён орденами Ленина и Отечественной войны 1-й степени, рядом медалей.
Память
В его честь установлен памятник в Мироновке.